# Bender Hamlet
Pour les articles homonymes, voir Bender.
Bender Hamlet est un hameau du Manitoba située dans la municipalité rurale d'Armstrong dans la région d'Interlake. Le hameau fut promu par le Baron Maurice de Hirsch.
Établi en 1903, le hameau adopta le nom de Jacob Bender, un spéculateur foncier qui recruta des colons européens, mais qui ne vécut jamais sur les lieux. Le hameau est placé de sorte que les maisons sont placées ensemble au centre du territoire et en rangée au sud de la route. En 1912, un chemin de fer du Canadian Northern Railway arriva à 2 km à l'ouest du hameau. Le dernier habitant quitta en 1926.
Une plaque commémorative fut installée sur le site du hameau de Bender en 1987.